# Hyphoporus aper
Hyphoporus aper är en skalbaggsart som beskrevs av Sharp 1882. Hyphoporus aper ingår i släktet Hyphoporus och familjen dykare. Inga underarter finns listade i Catalogue of Life.